# Альянс Балто-Черноморских наций
Альянс Балто-Черноморских наций (укр. Альянс Балто-Чорноморських націй, бел. Альянс Балта-Чарнаморскіх нацый, груз. ბალტიის-შავი ზღვის ქვეყნების ალიანსი, лит. Baltijos ir Juodosios jūros tautų aljansas, латыш. Baltijas un Melnās jūras valstu alianse, эст. Balti-Musta mere riikide liit) — международное общественно-политическое объединение организаций и партий Украины, Грузии, Беларуси, Латвии, Литвы и Эстонии. Организация основана 5 декабря 2014 года в Киеве.

## Цели
Согласно заявлению одного из инициаторов создания организации, главы Конгресса украинских националистов Степана Брацюня, главными задачами объединения являются борьба с «имперской политикой» России и укрепление контактов между политиками и общественностью государств Балтийского и Черноморского регионов для обновления системы региональной безопасности.
Также одним из основных требований Альянса является «освобождение оккупированных Россией территорий Украины и Грузии».

## Члены
Партии и организации с Украины:
- Конгресс украинских националистов[1][2]
- Народный Рух Украины[1][2]
- Республиканская христианская партия[2]
- Республиканская Платформа[2]
- Партия зелёных[2]
- УНСО[2]
- Грузинская диаспора Украины[2]
- Всеукраинская лига украинских женщин[2]
- Молодёжный националистический конгресс[2]
- Центр Белорусско-Украинского сотрудничества «Пагоня»[2]
- Союз офицеров Украины[2]
- Всеукраинское общество «Просвита» имени Тараса Шевченко[2]
- Всеукраинская организация «Тризуб» имени Степана Бандеры[2]
- Всеукраинская общественная организация «Честное слово»[2]
- Рада общественных инициатив[2]
- Общественная организация «Антикоррупционный комитет Майдана»[2]
- Центр развития общества[2]

Партии из Грузии:
- Политическое объединение «Европейские демократы Грузии»[1][2]

Партии из Белоруссии:
- Белорусская партия свободы[1][2]

Партии из Латвии:
- Национальное объединение «Всё для Латвии!» — «Отечеству и свободе/ДННЛ»[2]

Партии из Литвы:
- Союз литовских националистов[1][2]

Партии из Эстонии:
- Консервативная народная партия Эстонии[2]

## Деятельность
5 мая 2015 года Альянс подписал меморандум о сотрудничестве с Единым национальным движением, общественной организацией «Априори», «Казахской оппозицией» и «Антидиктаторским фронтом». В ходе мероприятия было заявлено о создании организации для поддержки грузинских добровольцев на Украине, основными задачами которой являются:
- поддержка грузинских бойцов, которые сражаются в рядах Вооружённых сил Украины;
- создание центра оказания помощи и координации для добровольцев из Грузии, желающих вступить в Вооружённые силы Украины;
- создание фонда поддержки грузинских бойцов на Украине;
- взаимодействие с Антидиктаторским фронтом, Альянсом Балто-Черноморских наций и другими международными организациями по вопросам: освобождения политических заключенных в Грузии;
- поддержка грузинских политических эмигрантов на Украине, «борьба с диктатурой в Грузии», «освобождения оккупированных» Россией территорий — Абхазии, Осетии;
- поддержка в «освобождении оккупированной» Россией украинской территории — Крыма;
- проведение акций: «Абхазия — это Грузия», «Осетия — это Грузия», «Крым — это Украина»;
- создание центра грузинских реформаторов, которые будут активно участвовать в украинских реформах.

В седьмую годовщину начала российско-грузинской войны Альянс совместно с Конгрессом украинских националистов организовал в центре Киева акцию «Общий враг — общая победа».
4 января 2016 года входящие в Альянс Молодежный националистический конгресс, Литовский националистический молодежный союз, «Синее пробуждение» и Национальное объединение «Всё для Латвии!» — «Отечеству и свободе/ДННЛ» устроили акции солидарности у дипломатических представительств Украины в Таллине, Риге, Вильнюсе и Каунасе, возложили цветы и зажгли свечи в память о погибших военных на востоке Украины и организовали сбор средств на покупку внедорожника для 95-й отдельной аэромобильной бригады Вооружённых сил Украины.